# جانسون ولی (کالیفرنیا)
جانسون ولی (به انگلیسی: Johnson Valley) یک منطقهٔ مسکونی در ایالات متحده آمریکا است که در شهرستان سن برناردینو، کالیفرنیا واقع شده‌است. جانسون ولی ۲٬۱۸۱ نفر جمعیت دارد.